# Soleil Patterson
Soleil Patterson (24 luglio 1998) è un'ex sciatrice alpina canadese.

## Biografia
Specialista delle prove veloci attiva dal dicembre del 2014, in Nor-Am Cup la Patterson ha esordito il 13 dicembre 2015 a Panorama in supergigante (33ª), ha ottenuto il miglior piazzamento l'8 dicembre 2016 a Lake Louise in discesa libera (4ª) e ha preso per l'ultima volta il via il 17 dicembre 2019 a Nakiska in slalom gigante, senza completare la prova; si è ritirata al termine della stagione 2020-2021 e la sua ultima gara è stata uno slalom gigante FIS disputato il 3 aprile a Kimberley, chiuso dalla Patterson al 2º posto. Non ha debuttato in Coppa del Mondo e non ha preso parte a rassegne olimpiche o iridate.

## Palmarès

### Nor-Am Cup
- Miglior piazzamento in classifica generale: 44ª nel 2017

### Campionati canadesi
- 1 medaglia:
  - 1 argento (discesa libera nel 2017)